# Crataegus knorringiana
Crataegus knorringiana är en rosväxtart som beskrevs av Antonina Ivanovna Pojarkova. Crataegus knorringiana ingår i Hagtornssläktet som ingår i familjen rosväxter. IUCN kategoriserar arten globalt som akut hotad. Inga underarter finns listade i Catalogue of Life.